# Oreogrammitis malayensis
Oreogrammitis malayensis är en stensöteväxtart som beskrevs av Barbara S. Parris. Oreogrammitis malayensis ingår i släktet Oreogrammitis och familjen Polypodiaceae. Inga underarter finns listade.